# Villands och Gärds kontrakt
Villands og Gärds Provsti eller Villands og Gers Provsti (svensk: Villands och Gärds kontrakt eller Villands och Gärds prosteri) er et provsti i Lunds Stift indenfor Svenska kyrkan. Provstiets menigheder virker indenfor Kristianstads kommun og Bromölla kommun.
Provstiet ligger det østlige Skåne, og det ligger stort set i de gamle herreder Villand og Gers.